# Municipio de Calihualá
El municipio de Calihualá es uno de los 570 municipios en que se encuentra dividido el estado mexicano de Oaxaca, ubicado en el noroeste del estado en la Región Mixteca, su cabecera es el pueblo de Calihualá.

## Geografía
El municipio de Calihualá se encuentra en el noroeste del estado de Oaxaca en la Región Mixteca Oaxaqueña, sus coordenadas geográficas son 17° 30' - 17° 37' de latitud norte y 98° 11' - 98° 20' de longitud oeste, teniendo una extensión territorial de 132.69 kilómetros cuadrados y fluctuando la altitud de su territorio de los 2.500 y 1.500 metros sobre el nivel del mar.
Limita al norte con el municipio de Santiago Yucuyachi, al noreste con el municipio de Santa Cruz de Bravo, al sureste con el municipio de Silacayoápan, al sur con el municipio de San Francisco Tlapancingo y al oeste con el municipio de San Juan Bautista Tlachichilco.

## Demografía
De acuerdo con los resultados del Censo de Población y Vivienda de 2010 realizado por el Instituto Nacional de Estadística y Geografía la población total del municipio de Calihualá es de 1 220 habitantes, de los que 595 son hombres y 625 son mujeres.

### Localidades
En el municipio de Calihualá se localizan 5 localidades y su población en 2010 se enlistan a continuación:
| Localidad               | Población |
| Total Municipio         | 1 220     |
| Calihualá               | 643       |
| San Antonio o las Mesas | 410       |
| San José Sabinillo      | 85        |
| El Calvario             | 67        |
| La Raya                 | 15        |

## Política
El gobierno de Calihualá corresponde al ayuntamiento, este es electo por el principio de usos y costumbres vigente en 424 municipios de Oaxaca, y en el que no participan los partidos políticos sino que se realizan de acuerdo a las costumbres y tradiciones propias de la población; el ayuntamiento lo integran el presidente municipal, el Síndico y un cabildo integrado por tres regidores y el periodo constitucional comienza el día 1 de enero del año siguiente a su elección.

### Representación legislativa
Para la elección de diputados locales al Congreso de Oaxaca y de diputados federales a la Cámara de Diputados federal, Calihualá se encuentra integrado en los siguientes distritos electorales:
Local:
- Distrito electoral local de 6 de Oaxaca con cabecera en Heroica Ciudad de Huajuapan de León.[6]

Federal:
- Distrito electoral federal 6 de Oaxaca con cabecera en Heroica Ciudad de Tlaxiaco.[7]

### Presidentes municipales
- (1999 - 2001): Carmen Alvarado López
- (2002 - 2004): Javier César Jiménez Gálvez
- (2005 - 2007): Maurilio Alvarado Pérez
- (2008 - 2010): Ysauro Alvarado Daza
- (2011 - 2013): Odilón Pedro Mejía Aguirre
- (2014 - 2016): Fernando Alvarado Daza